# Жизнь Аполлония Тианского
«Жизнь Аполло́ния Тиа́нского» — романизированная биография неопифагорейца Аполлония Тианского, написанная Филостратом Старшим по поручению императрицы Юлии Домны. Филострат трудился над ней много лет и закончил, по-видимому, уже после смерти Юлии в 217 году. Роман состоит из 8 книг, в среднем по 40 глав каждая. Филострат умело чередует описания городов и стран, рассказы о встречах Аполлония с царями, вельможами и мудрецами, поучительные беседы с учениками, религиозно-философские рассуждения, тесно переплетая их со сказочными мотивами, чудесами и суевериями.
В этой книге впервые в античной литературе появляется учение о творческой фантазии: Филострат противопоставляет египетским звероголовым богам прекрасные образы олимпийцев, созданные Фидием и Праксителем, и восхваляет «фантазию, которая является более мудрым творцом, чем подражание» (VI, 19).

## Публикации текста
- Флавий Филострат. Жизнь Аполлония Тианского / изд. подг. Е. Г. Рабинович ; отв. ред. М. Л. Гаспаров. — М. : Наука, 1985. — 328 с. — (Литературные памятники). — 50 000 экз.